# Pięć darów służby

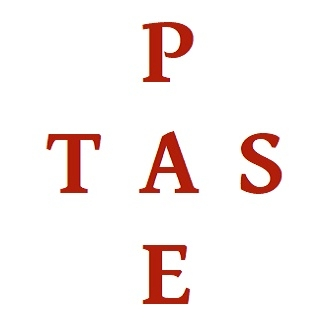
Symbol pięciu darów służby APTSE

Pięć darów służby (ang. five ministry gifts; pięcioraka służba, ang. fivefold ministry) – pięć służb w Kościele wymienionych w Liście do Efezjan 4, 11 (apostołowie, prorocy, nauczyciele, pasterze, ewangeliści), które według eklezjologii ruchu apostolskiego w ostatnich dziesięcioleciach są stopniowo odnawiane i mają w przyszłości stanowić podstawę jego posługiwania.

## Źródła biblijne
Nauczanie o pięciu darach służby opiera się przede wszystkim na stwierdzeniach św. Pawła Apostoła, piszącego o Jezusie Chrystusie:

On też ustanowił jednych apostołami, innych prorokami, innych ewangelistami, innych pasterzami i nauczycielami, aby przysposobili świętych do wykonywania posługi, celem budowania Ciała Chrystusowego, aż dojdziemy wszyscy razem do jedności wiary i pełnego poznania Syna Bożego, do człowieka doskonałego, do miary wielkości według Pełni Chrystusa (Ef 4, 11-13).

I tak ustanowił Bóg w Kościele najprzód apostołów, po wtóre proroków, po trzecie nauczycieli, a następnie tych, co mają moc czynienia cudów, potem tych, którzy uzdrawiają, wspierają pomocą, rządzą oraz przemawiają rozmaitymi językami (1 Kor 12, 27-28).

A więc nie jesteście już obcymi i przybyszami, ale jesteście współobywatelami świętych i domownikami Boga - zbudowani na fundamencie apostołów i proroków, gdzie głowicą węgła jest sam Chrystus Jezus (Ef 2, 19-20).

Ponadto przywoływane są wersety wymieniające konkretne osoby, spoza grona Dwunastu Apostołów, pełniące te służby: apostołowie Barnaba i Paweł (Dz 14, 14); W Antiochii, w tamtejszym Kościele, byli prorokami i nauczycielami: Barnaba i Szymon, zwany Niger, Lucjusz Cyrenejczyk i Manaen, który wychowywał się razem z Herodem tetrarchą, i Szaweł (Dz 13, 1); W tym czasie właśnie przybyli z Jerozolimy do Antiochii prorocy. Jeden z nich, imieniem Agabos (Dz 11, 27-28; Dz 21, 10); Juda i Sylas, którzy byli również prorokami (Dz 15, 32); Pozdrówcie Andronika i Juniasa, moich rodaków i współtowarzyszy więzienia, którzy się wyróżniają między apostołami, a którzy przede mną przystali do Chrystusa (Rz 16, 7); Paweł, Sylwan i Tymoteusz [...] jako apostołowie Chrystusa (1 Tes 1, 1. 7); Paweł do Tymoteusza: Jej (Ewangelii) głosicielem, apostołem i nauczycielem ja zostałem ustanowiony (2 Tm 1, 11; por. 1 Tm 2, 7), wykonaj dzieło ewangelisty (2 Tm 4, 5); Weszliśmy do domu Filipa ewangelisty (Dz 21, 8).

## Charakterystyka
Pięć darów służby w rozumieniu ruchu apostolskiego (ang. apostolic movement), dążącego do pełnego odnowienia ich w Kościele, łączy cechy charyzmatów i urzędów kościelnych. Z charyzmatami łączy je charakter ściśle nadprzyrodzonego daru, udzielanego przez Ducha Świętego jak chce (1 Kor 12, 11), zaś z urzędami charakter określonej służby pełnionej dla Kościoła, która może przybrać postać zorganizowaną i zatwierdzoną, ale zawsze przez rozpoznanie daru. Pięcioraka służba jest też rodzajem duchowego przywództwa w Kościele, od którego wszyscy wierzący uczą się budowania Kościoła i pełnego poznania Boga (Ef 4, 12-13).
Unikalną cechą daru służby jest namaszczenie (ang. anointing), otrzymywane od Boga w sposób czysto duchowy. Każdy z darów służby jest ustanawiany w danej osobie bezpośrednio przez Chrystusa i tylko z Jego inicjatywy. Jednoznacznie określa to wyraz On, dosłownie: sam, sam z siebie (gr. αὺτὸς; łac. ipse) w Ef 4, 11, a także słowa w Ga 1, 1. Żaden człowiek, ani zwierzchność kościelna nie uczyni w żaden sposób nikogo namaszczonym apostołem, prorokiem, nauczycielem, pasterzem, czy ewangelistą. W chwili, gdy wierzący otrzymuje takie namaszczenie, zachodzi w nim przemiana przez działanie Ducha Świętego, zmienia się jego serce, które staje się sercem samego Boga dla specyficznego obszaru służby. Posługujący staje się w szczególny sposób kanałem, przez który przepływa Duch Święty udzielając swych łask innym osobom w zakresie danego posługiwania. Każda z pięciu służb niesie ze sobą namaszczenie, umożliwiające wykonanie tego, do czego Bóg powołuje osobę obdarowaną. Bez namaszczenia nie ma powołania. Można aspirować do tego, by pełnić którąś służbę, przez lata ucząc się i przygotowując do takiej posługi, ale bez Bożego namaszczenia nie ma szans na prawdziwe w niej powodzenie.
Namaszczenie do pięciu darów służby jest szczególnym, trwałym działaniem samego Chrystusa, czyli Namaszczonego, w wybranym przezeń chrześcijaninie (a nie tylko doraźnym udzieleniem mocy Ducha Świętego, jak w charyzmatach – Łk 5, 17) i do Pełni Chrystusa ma prowadzić (Ef 4, 11-16). To właśnie przede wszystkim sam Jezus Chrystus w czasie ziemskiej działalności pełnił wszystkie te służby: był On Apostołem (zwróćcie uwagę na Apostoła i Arcykapłana naszego wyznania, Jezusa – Hbr 3, 1); Prorokiem (mówili: wielki prorok powstał wśród nas – Łk 7, 16); Ewangelistą (Jezus przyszedł do Galilei i głosił Ewangelię Bożą – Mk 1, 14); Pasterzem (Ja jestem dobrym pasterzem – J 10, 11) i Nauczycielem (wiemy że od Boga przyszedłeś jako nauczyciel – J 3, 2).
Charakterystykę pięciorakiej służby jako całości oraz poszczególnych darów przedstawiają autorzy kilku książek przetłumaczonych na język polski    . Wśród nich C. Peter Wagner w pracy Trzęsienie ziemi w Kościele i Harold R. Eberle w pracy Cały bukłak, ukazują odnowienie pięciu darów służby jako zbudowanie nowego, kompletnego bukłaka całego Kościoła, zdolnego w pełni przyjąć nowe wino (Łk 5, 37-38), czyli Nową Pięćdziesiątnicę:

Bóg wzbudza dziś przywódców, którzy posiadają te dary. Kościół zostanie wkrótce poddany dogłębnej reformacji swej struktury, która umożliwi mu właściwe podejście do wielkiego wylania Bożego Ducha na tę ziemię.

### Apostołowie
Apostoł (gr. άπόστολος; łac. apostŏlus; ang. apostle), to człowiek, który został posłany bezpośrednio przez Boga, by wykonać określoną pracę, nie jest posyłany przez żadną organizację, kościół, czy grupę ludzi. Należąc do określonej wspólnoty eklezjalnej, posiada wyższe powołanie od Boga i władzę duchową wyrażającą się w skuteczności oraz w znakach i cudach. Wielcy misjonarze byli typowymi apostołami różnych społeczności. Apostoł może posługiwać pozostałymi darami służby oraz przyciąga do pomocy osoby nimi obdarowane. Posiada wielkie serce i całościowe spojrzenie na Kościół. Tworzy i wzmacnia nowe wspólnoty, ruchy, zgromadzenia, kościoły lokalne.

### Prorocy
Prorok (gr. προφήτης; łac. propheta lub prophetes; ang. prophet) to chrześcijanin, którego Bóg powołuje, aby przemawiał w Jego imieniu, nie w zwykły sposób, lecz w bardziej potężny i bezpośredni. Zadaniem proroka nie jest przekazywanie wiedzy, lecz zmiana w naturze, lub strukturze adresata orędzia (osoby, czy wspólnoty). Służba proroka posiada duchową moc, przełamującą opory w kościołach, przynosi Boże wskazania, objawienia, pouczenia i ostrzeżenia dla Kościoła. Prorok ma szerszy zasięg, niż osoba obdarzona darem proroctwa, dająca ludziom słowa zachęty, pocieszenia i umocnienia w wierze; posiada czułe serce i wrażliwość na stan Kościoła.

### Nauczyciele
Nauczyciel (lub doktor; gr. διδάσκαλος; łac. doctor lub magister; ang. teacher lub doctor) to człowiek mający dar i pragnienie pomagania innym zrozumieć Boże prawdy. Posiada serce dla ludzi i smuci się, gdy widzi ich związanych z powodu niezrozumienia Bożych zasad. Jest gotów poświęcać wiele czasu i energii, by uczyć innych wiary. Namaszczonego nauczyciela rozpoznaje się nie po wykształceniu, lub naturalnych talentach do nauczania, ale po sercu. Różni się od wielu najemników wykładających w szkołach biblijnych, seminariach i kościołach. Ma moc Ducha Świętego wyzwalającą słuchaczy z jarzma różnych zniewoleń i otwierającą ich na poznanie Boga.

### Pasterze
Pasterz (gr. ποιμήν; łac. pastor; ang. shepherd lub pastor) to sługa Boży oddany tym, którym służy, posiada osobiste relacje z wiernymi, w nadprzyrodzony sposób przyciąga ludzi. Jego życie jest ściśle związane z życiem wspólnoty. Serce pasterza ma troszczyć się o innych ludzi, dawać im duchowe dobra, poczucie bezpieczeństwa, uwalniać i ochraniać. Prawdziwy pasterz nie może być najemnikiem, wykonującym swoją pracę, nie jest też istotne jego wykształcenie i zdolności administracyjne, ale namaszczenie do budowania wspólnoty Kościoła. Może mieć szczególnie serce do określonej grupy ludzi, której jest duszpasterzem. Pasterz powinien sam mieć duchowego ojca.

### Ewangeliści
Ewangelista (lub ewangelizator, gr. εύαγγελιστής; łac. evangelista; ang. evangelist), inaczej głosiciel [Ewangelii] (lub głoszący; gr. κἦρυξ; łac. praedicator lub praedicans; ang. preacher lub preaching) to wierzący, który prowadzi działalność ewangelizacyjną, głosi kerygmat, nie angażując się w sprawowanie władzy w swojej wspólnocie, swobodnie podróżuje, wrażliwy na natchnienia Ducha Świętego i potrzeby ludzi zagubionych, wśród których posługuje. Ewangelista jest powołany do służby w świecie, a nie wewnątrz kościoła lokalnego, ma duchową moc, aby przyprowadzać ludzi do Jezusa Chrystusa.

## Historia idei
Kościół w czasach poapostolskich oparł swą strukturę na wybieralnych i mianowanych urzędach, nazwanych później święceniami (łac. sacri ordines), określanymi też jako wyższe (łac. ordines maiores): biskupi, prezbiterzy, diakoni oraz ustanowieniami (łac. institutiones), święceniami niższymi (łac. ordines minores), lub posługami (łac. ministeria): subdiakoni, akolici, lektorzy, egzorcyści i ostiariusze. Didache mówi jeszcze o wędrownych apostołach, prorokach i nauczycielach (nr X-XIII), ale poleca też lokalnym kościołom wybrać sobie biskupów i diakonów [...]. Oni bowiem pełnią u was także posługę proroków i nauczycieli (XV).
W kolejnych wiekach hierarchię sprawującą urząd pasterski, czyli biskupów i prezbiterów, nazwano pasterzami (łac. pastores). Stosowano też jednak określenia z Ef 4, 11 odnośnie do osób przejawiających szczególny charyzmat danej służby. Przede wszystkim nazywano apostołami skutecznych misjonarzy całych krajów, regionów i grup społecznych, jak święty Patryk – Apostoł Irlandii w V wieku. Św. Grzegorz Wielki w VI wieku omawiał kwestię precyzyjności tego, co mówią prorocy, gdy się ich radzimy, z wielkiego przyzwyczajenia do prorokowania. Nauczycielami, czyli doktorami Kościoła (łac. doctores Eclesiae) nazwano szczególnie obdarowanych wykładaniem wiary chrześcijańskiej w nowy, pełniejszy, głębszy, czy też bardziej zrozumiały sposób. Określenie to wprowadził w VIII wieku św. Beda Czcigodny.

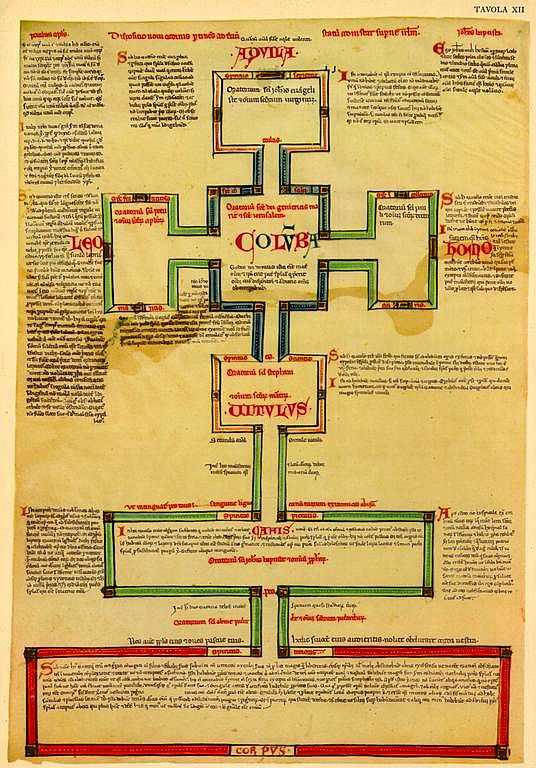
Joachim z Fiore, schemat Kościoła Ery Ducha Świętego w Liber Figurarum

Druga połowa XII wieku przyniosła rozpowszechnienie nauczania łączącego pojawienie się charyzmatycznych posługujących z nadchodzącą Erą Ducha Świętego, w której ludzie duchowi (1 Kor 2, 10-16) zastąpić mają tradycyjną hierarchię. Głównym głosicielem tego poglądu był Joachim z Fiore, uważany przez wielu mu współczesnych za proroka. Chętnie słuchali go trzej papieże, zwłaszcza Lucjusz III, osobiście prorokował cesarzowi Henrykowi VI Hohenstaufowi i królowi Ryszardowi Lwie Serce, biskupom i innym możnym.
W stuleciu tym, nieco wcześniej, św. Hildegarda z Bingen Doktor Kościoła, posługiwała proroczo cesarzowi Fryderykowi I Barbarossie oraz innym władcom i biskupom. Zaaprobował jej nauczanie i wizje papież Eugeniusz III i jako jedyna kobieta w tamtym czasie nauczała w kościołach. Nazywana była później prorokinią (łac. prophetissa) i nauczycielką Kościoła (łac. magistra Ecclesiae).
W drugiej połowie XIV wieku św. Katarzyna ze Sieny Doktor Kościoła pełniła tę samą służbę proroczą względem papieży Grzegorza XI i Urbana VI, królów Karola V Mądrego i Ludwika Węgierskiego, księcia Ludwika I Andegaweńskiego, biskupów i innych możnych, bezpośrednio i listownie. Katarzyna, podobnie jak Hildegarda i Joachim, świadczyła o przeżyciu wpierw osobistego oświecenia umysłu całościowym rozumieniem prawd Pisma i stanu Kościoła. W Liście do bł. Rajmunda z Kapui pisała, że Bóg powiedział jej:

Widzisz wyraźnie, iż nie ma w Kościele ludzi szukających jego istoty, czyli owocu Krwi. [...] Z miłości pragnę i chcę, aby każdy dawał tyle, ile otrzymał z rąk sług, którym kazałem rozdzielać owoc w różny sposób, w zależności od ich urzędu. Przykro mi, bo nie widzę teraz ludzi, którzy by rozdawali Krew. Wydaje mi się, że wszyscy opuścili mą Oblubienicę. Ale ja temu zaradzę.

Joachim z Fiore przewidywał powstanie dwóch zakonów apostolskich rozpoczynających zapowiedzianą misję. Po jego śmierci, w XIII wieku, upatrywano w nich dominikanów i franciszkanów, którzy wówczas przywrócili typ posługiwania poprzez ewangelizowanie i nauczanie ludu prostym językiem, zachowując osobiste ubóstwo nakazane apostołom w Ewangelii, a także potwierdzanie nauki znakami i cudami, co było szczególnie widoczne w służbie św. Dominika i św. Jacka. Dominik był nazywany Gwiazdą Wieczorną (łac. Stella Vespertina), gdyż jego misję uważano za znak końca czasów. Odnośnie do braci kaznodziejów (łac. fratres praedicatores), głoszących Ewangelię, zwanych ludźmi ewangelicznymi, wiodącymi życie apostolskie, z nim na czele, używane były określenia pięciu darów służby, np. Litania do św. Dominika zawiera wezwania:
- W nawracaniu dusz gorliwy Apostole
- W głoszeniu nauki Jezusowej wierny Ewangelisto
- Światłem nauki prawdziwy Doktorze[24].

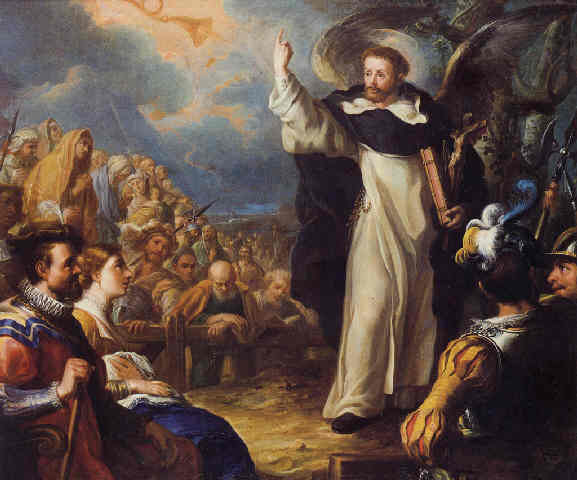
Św. Wincenty Ferreriusz Apostoł Sądu Ostatecznego i Anioł Apokalipsy

W pierwszym dwudziestoleciu XV wieku głosił w wielu krajach Europy św. Wincenty Ferreriusz, zwany wówczas Apostołem Sądu Ostatecznego i Aniołem Apokalipsy. W jego posługiwaniu uwidoczniły się liczne cechy charakterystyczne dla obecnej, neocharyzmatycznej praktyki pięciorakiej służby: przeżycie bezpośredniego namaszczenia przez Boga do takiej służby, ewangelizowanie wielotysięcznych tłumów, niezliczone natychmiastowe nawrócenia, także spektakularne, w tym tysięcy judaistów i muzułmanów, uzdrowienia i uwolnienia od demonów, liczne znaki i cuda, jak wskrzeszenia ludzi i zwierząt, prorokowanie, ksenoglosja, przekazywanie namaszczenia podczas posługi – kroniki notują, że gdy Wincenty był bardzo zmęczony, zlecał innym czynienie cudów, częste upadanie ludzi na ziemię, wzywanie do przygotowania się na Paruzję, a także względna niezależność od struktur kościelnych. Papież Marcin V oficjalnie uznał urząd apostolski Wincentego z Ferrary.
Sto lat później, na początku reformacji, pojawili się prorocy z Zwickau: Thomas Müntzer, Nikolaus Storch, Thomas Drechsel i Markus Thomas Stübner (lub Badstübner). Ten pierwszy już od młodości fascynował się Pismem Świętym, Ojcami Kościoła i mistykami, zwłaszcza Joachimem z Fiore i Janem Taulerem. Od 1517 roku spotykał się z Marcinem Lutrem, lecz gdy w 1520 roku przybył do Zwickau, związał się z pozostałymi tamtejszymi prorokami. Głosili oni bezpośrednie poznanie Boga przez oświecenie (łac. illuminatio) od Ducha Świętego oraz nowy kościół apostołów i proroków. Storch wyznaczył nawet, spośród swych zwolenników, dwunastu apostołów. Nie przyjmując sola scriptura i sola fide, popadli w ostry konflikt z Lutrem, który potępił ich nauki, a Müntzera nazwał szatanem, Müntzer zaś Lutra arcydiabłem. Zaangażowanie proroków z Zwickau w wojnę chłopską oraz anabaptyzm odrzucony przez przywódców reformacji zamknęło im wpływ na ówczesne przemiany religijne. Protestantyzm zaś przyjął doktrynę cesacjonizmu, czyli ustania darów charyzmatycznych wraz ze śmiercią Dwunastu Apostołów, zwalczając odtąd, aż do XX wieku, wszelkich charyzmatyków, nazywanych przez protestantów, począwszy od Lutra, entuzjastami (co miało sens pejoratywny, gdyż było nazwą messalian).
W pierwszym dwudziestoleciu XVIII wieku św. Ludwik Maria Grignion de Montfort, w swej książce Traktat o prawdziwym nabożeństwie do Najświętszej Maryi Panny, spopularyzował ideę ruchu charyzmatycznych apostołów czasów ostatecznych, którzy nadejdą w przyszłości, będą szli na cały świat i Królestwo [Boże] rozprzestrzeniali nad krainą bezbożnych, bałwochwalców i mahometan. Pisał o nich m.in.:

Będą jakoby chmury gromonośne, które za najmniejszym powiewem Ducha Świętego polecą hen, by rozsiewać słowo Boże i nieść życie wieczne, nie przywiązując się do niczego, nie dziwiąc się niczemu, nie smucąc się niczym. Grzmieć będą przeciw grzechowi, huczeć przeciwko światu, uderzą na diabła i jego wspólników i przeszyją obosiecznym mieczem słowa Bożego na życie lub śmierć wszystkich, do których Najwyższy ich pośle. Będą to prawdziwi apostołowie czasów ostatecznych, którym Pan Zastępów da słowo i siłę działania cudów i odnoszenia świetnych zwycięstw nad Jego nieprzyjaciółmi.

W następnych kilku dziesięcioleciach doszło do pierwszego wielkiego przebudzenia w środowiskach protestanckich, charakteryzującego się intensywnymi ewangelizacjami. Prowadzili je pierwsi wielcy głoszący (łac. praedicans) protestanccy: George Whitefield, Jonathan Edwards, John Wesley, Charles Wesley i Daniel Rowland. To i kolejne przebudzenie od pocz. XIX wieku, przyniosły w protestantyzmie popularność, rozpowszechnionego w średniowieczu przez dominikanów, określenia głosiciel [Ewangelii], czyli staropolskie kaznodzieja (łac. praedicator, ang. preacher, niem. Prediger), ale nie używano jeszcze formy ewangelista, choć postać Ewangelisty, jako wskazującego drogę zbawienia, spopularyzował w środowiskach protestanckich w drugiej poł. XVII wieku John Bunyan w swej alegorycznej książce Wędrówka pielgrzyma. Następnie w protestantyzmie stopniowo zanikało reformacyjne określenie minister (z łac. sługa, posługujący) dominujące do XIX wieku, wypierane przez tradycyjne katolickie określenie pasterz, oznaczające księdza parafialnego, w łacińskiej formie pastor.

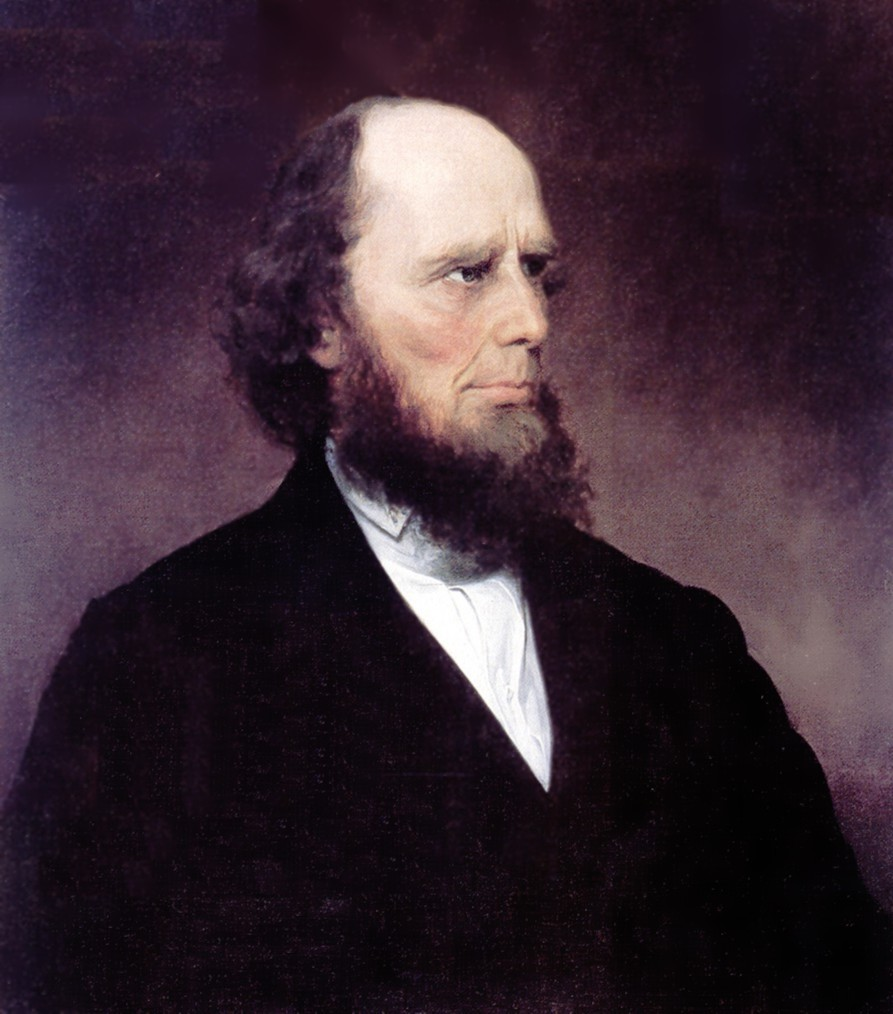
Charles Finney, pierwszy głoszący, który nazwał się ewangelistą, twórca współczesnego modelu ewangelizacji

Pierwszym kaznodzieją przebudzeniowym, który określił się jako ewangelista, był Charles Finney, co spotkało się ze sprzeciwami wśród protestantów. Odrzucił on reformacyjny predestynacjonizm, a przyjął katolicki decyzjonizm, łącząc go z praktyką modlitwy grzesznika (ang. the sinner's prayer), również wywodzącą się z katolicyzmu. On też wprowadził zwyczaj uznawania za zbawionych na podstawie odmówienia formuły tej modlitwy, a nie jak dotąd w protestanckim ruchu przebudzeniowym przyłączenia do kościoła, a także ideę opracowywania skutecznej strategii ewangelizacyjnej. Ten model Finneya, stworzony w latach 20. i 30. XIX wieku, został niemal powszechnie przyjęty w drugiej połowie XX wieku w nurcie ewangelikalnym, jako oczywistość i standard w służbie ewangelistów.
Jednym z pierwszych i najbardziej znanym pastorem, który otwarcie odrzucił protestancki cesacjonizm był Edward Irving, szkocki prezbiterianin, na przełomie lat 20./30. XIX wieku. Wpierw inspiracją dla niego był Manuel Lacunza (pseudonim Juan Josafat Ben-Ezra), XVIII-wieczny jezuita, milenarysta, którego książkę La venida del Mesías en gloria y majestad przełożył na angielski i wydał w 1827 roku, przenosząc jego futuryzm (pogląd, że proroctwa Księgi Daniela i Apokalipsy odnoszą się do wydarzeń w przyszłości), obecny dotąd w katolicyzmie, na grunt protestancki. Rok później doznał duchowego odnowienia i przyjął katolicki kontynuacjonizm, głosząc odtąd aktualność darów charyzmatycznych, czas nowych apostołów i pięciorakiej służby. Na prowadzonych przez niego nabożeństwach pojawiły się dary języków, proroctwa i uzdrowień, w związku z czym został pozbawiony urzędu ministra Kościoła Szkocji oraz ekskomunikowany z jego londyńskiej gminy. Założył wówczas własną wspólnotę charyzmatyczną w Londynie. Zmarł w 1834 roku i został pochowany w katedrze w Glasgow obok św. Kentigerna nazwanego Apostołem Strathclyde. Edward Irving stał się inspiracją dla kolejnych protestantów zrywających z reformacyjnym cesacjonizmem i uważany jest za prekursora pentekostalizmu oraz nurtu neocharyzmatycznego propagującego odnowienie pięciu darów służby.

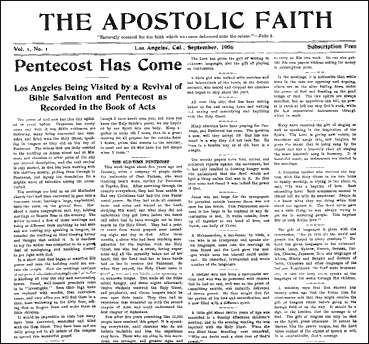
Pięćdziesiątnica nadeszła – tytuł na pierwszej stronie pierwszego numeru gazety The Apostolic Faith, IX 1906

Rozpoczęte pod koniec XIX wieku przebudzenie pentekostalne również spotkało się ze zdecydowanym sprzeciwem wszystkich denominacji protestanckich (np. Deklaracja Berlińska z 1909 roku), ze względu na przyjmowany wciąż przez nie cesacjonizm: dary charyzmatyczne uznały za inspirację z dołu, dzieło diabła, ostatnie wymioty szatana, a osoby weń zaangażowane były z nich wykluczane. Powstałe wskutek tego denominacje zielonoświątkowe przyjęły jednak tradycyjne, nieepiskopalne protestanckie struktury eklezjalne, choć w nazwach niektóre z nich wzięły określenie apostolski, nawiązując do Misji Wiary Apostolskiej przy Azusa street w 1906 roku.
Tylko jeden z protoplastów pentekostalizmu, John Alexander Dowie, wcześniej bardzo zasłużony dla powstania tego ruchu, zainspirowany szczególnie postacią Edwarda Irvinga, sam siebie ogłosił Pierwszym Apostołem odnowionego Kościoła czasów ostatecznych i wkrótce potem zmarł w 1907 roku.
Idea odnowienia pięciu darów służby, jako podstawy funkcjonowania Kościoła, pojawiła się w połowie XX wieku, na początku przebudzenia uzdrowieńczego w Ameryce Północnej. W 1948 roku, w jego ramach, w prowincji Saskatchewan w Kanadzie rozpoczęło się Przebudzenie Późnego Deszczu (ang. The Latter Rain Revival). Uczestnicy przyjęli tę nazwę, głosząc nauczanie na temat nadchodzącego, ogólnoświatowego wylania Ducha Świętego, drugiej Pięćdziesiątnicy, nazwanej w nawiązaniu do Pwp 11, 14; Jl 2, 23; Za 10, 1 i Jk 5, 7 późnym deszczem (wczesny deszcz to była pierwsza Pięćdziesiątnica). Wpierw nazwę tę przebudzeniu zielonoświątkowemu nadał David Wesley Mylan w latach 1907-10. Pewna młoda uczestniczka modlitwy wygłosiła proroctwo o odnowieniu przez Boga  darów służby w całym Kościele. Przyszłych posługujących nimi nazwano Armią Joela. Odrzucono dyspensacjonalizm, a przyjęto nauczanie o przyszłym zjednoczeniu Kościoła i jego zwycięstwie w całym świecie. W 1952 roku zwolennicy tego nauczania utworzyli Ruch Późnego Deszczu (ang. The Latter Rain Movement). Jeden z jego uczestników, Gordon Lindsay, założył międzywyznaniową szkołę biblijną Christ for the Nations Institute w Dallas, nauczającą do dziś posługiwania pięcioma darami służby. W 1949 roku Zbory Boże, a po nich inne denominacje zielonoświątkowe potępiły poglądy Późnego Deszczu.
Ideę Nowej Pięćdziesiątnicy rozpowszechnił w Kościele katolickim na przełomie lat 50./60. papież Jan XXIII, ogłaszając modlitwę w tej intencji. Pierwszą beatyfikowaną przez niego osobą była Helena Guerra, nazwana Apostołką Ducha Świętego, która pod koniec XIX wieku zakładała grupy modlitewne dla uproszenia darów charyzmatycznych, określone przez nią Nieustającymi Wieczernikami i wywierała wpływ na papieża Leona XIII by odnowił w Kościele kult Ducha Świętego. Jan XXIII chciał pentekostalnej odnowy Kościoła, zaprosił w tym celu do pomocy działacza zielonoświątkowego Davida du Plessisa. Jak wyznał wówczas ks. Thomas Stransky z Sekretariatu do spraw Jedności Chrześcijan: Ojciec Święty powiedział, że aby nastąpiła odnowa Kościoła, musi przyjść nowa Pięćdziesiątnica. Kazano nam studiować wszystkie dostępne materiały na temat Ducha Świętego i zielonoświątkowców. Kard. Józef Ratzinger w 1984 roku stwierdził, iż plany papieża nie powiodły się, lecz skutkiem jego modlitwy jest przeżycie pentekostalne wielu ludzi i powstawanie w świecie ruchów charyzmatycznych:

Okres po soborze w niewielkim stopniu spełnił nadzieje Jana XXIII, który obiecywał sobie „nowe Zielone Święta”. Jednakowoż jego modlitwy zostały wysłuchane: w sercu świata wyjałowionego przez racjonalistyczny sceptycyzm narodziło się nowe doświadczenie, przeżycie Ducha Świętego, które pobudziło do odnowy niemalże cały świat. [...] te ruchy to nadzieja, pozytywny znak czasu, dar Boga dany naszej epoce.

Pod koniec lat 60. Derek Prince i kilku innych przywódców ruchu charyzmatycznego wśród protestantów, nieakceptujący wrogości denominacji zielonoświątkowych wobec innych wyznań, w tym katolików, postanowiło zaradzić problemom zbytniej niezależności pastorów nowych wspólnot, małych grup i charyzmatyków usuwanych z różnych kościołów oraz ich wrogości wobec tradycji i przyjmowaniu wypaczonych doktryn. Lekarstwem na to miał być ruch nauczycielski, mający na celu uczenie nowych charyzmatyków zdrowych doktryn oraz konieczności posłuszeństwa autorytetowi pasterzy. Po kilku próbach ukształtował się on w 1973 roku jako Ruch Pasterski (ang. The Shepherding Movement), głoszący konieczność, aby każdy pastor i wierny miał swojego pasterza, łącząc znane w katolicyzmie elementy: posłuszeństwa przełożonym i kierownictwa duchowego. Rok później do ruchu dołączyli przywódcy katolickiej Odnowy w Duchu Świętym: Ralph Martin i ks. Steven Clark, a następnie inni. W 1977 roku z pięcioma kierownikami Ruchu Pasterskiego (FL5) spotkał się kard. Léon-Joseph Suenens, z którym podpisali deklarację na rzecz jedności i odnowy Kościoła. W ruchu, obejmującym kilka tysięcy pastorów i liderów, doszło do nadużyć władzy, które spowodowały w nim kryzys, jednak w nurcie neocharyzmatycznym utrwaliły się jego podstawowe zasady bycia pod przykryciem i trwania w kościele lokalnym, jako zabezpieczenia dla posługujących w pięciorakiej służbie.

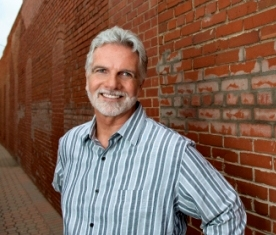
John Paul Jackson, czołowy prorok ruchu odnowienia pięciorakiej służby

W latach 80. w ruchu charyzmatycznym zaczęły pojawiać się osoby określane wprost jako prorocy, a nie tylko posługujący darem proroctwa. Jednymi z pierwszych byli prorocy z Kansas City (ang. Kansas City Prophets): Bob Jones, Bill Hamon, Larry Randolph, Mike Bickle i John Paul Jackson oraz skompromitowany później moralnie Paul Cain. Nazwa ta została im przypisana, lecz oni sami jej nie używali. Prorocy ci zaczęli głosić najpierw po całych Stanach Zjednoczonych, a następnie w innych państwach świata. Wprowadzili zwyczaj dawania osobistego proroctwa wybranym uczestnikom spotkań oraz publicznego prorokowania na temat nadchodzących wydarzeń politycznych, religijnych i przyrodniczych. Rozpowszechnili praktyki obce tradycyjnemu protestantyzmowi, m.in. alegoryczną interpretację Pisma Świętego, potrzebę ścisłego postu, wagę proroczych snów i wizji. John Paul Jackson zaczął prowadzić szkolenie proroków, tworząc Streams Ministries International.
Wśród proroków ważną rolę odegrał Rick Joyner, autor wielu książek popularnych w tym ruchu, m.in. Ostatnia bitwa. Opisuje w nich swe sny i mistyczne wizje, gdy bywał duchem przeniesiony do nieba. Twierdzi, że w niebie rozmawiał z Panem Jezusem, Mądrością, aniołami, a nawet ze św. Pawłem Apostołem, co nie spotkało się ze sprzeciwami wśród protestanckich neocharyzmatyków. Przeciwnie, wywarł on znaczący wpływ na dalszy rozwój ruchu na rzecz pięciorakiej służby. Rick Joyner, wraz z innymi prorokami, powrócił do nauczania Późnego Deszczu o globalnym zwycięstwie zjednoczonego Kościoła, pod przywództwem apostołów czasów ostatecznych z Armii Joela w nadchodzącej wielkiej wojnie duchowej:

Pan przygotowuje teraz przywództwo, które będzie gotowe by walczyć w tej wojnie o wolność dla ludzi. O wyzwolenie ich z niewoli do wolności. Tak jak podczas amerykańskiej wojny domowej cały kraj wydawał się zmierzać ku całkowitemu zniszczeniu. To co przychodzi na Kościół będzie podobne. Jednak, tak jak amerykański naród nie tylko przetrwał, ale stał się najpotężniejszym społeczeństwem na obliczu ziemi, tak samo będzie w przypadku Kościoła. Nie Kościół będzie zniszczony, ale instytucje i doktryny, które trzymały ludzi w niewoli.

Drugą osobą, która w późniejszych latach, jeszcze szerzej niż Rick Joyner, wprowadziła do ruchu charyzmatycznego wśród protestantów typowo katolicką mistykę, jest Ana Mendez Ferrell, była katoliczka, uważana przez część środowiska neocharyzmatycznego za apostoła i proroka. W swoich publikacjach opisuje ona swe ekstazy, przeniesienia do nieba po przyjęciu komunii, gdzie miała wizję Serca Bożego, cherubinów, lub mistycznie spożywała Krew Jezusa. Z tego też wynika jej nauczanie o roli odnowionych darów służby, jako dosłownego, duchowego przenoszenia rzeczywistości nieba na ziemię:

Pierwszą rzeczą, którą diabeł chciał zniszczyć w pierwszym Kościele, było namaszczenie apostolskie – ponieważ ono pozwala sprowadzić z nieba Boże plany. Dlatego tak cenne jest mieć to namaszczenie. Namaszczenie apostolskie współpracuje z proroczym, aby „otworzyć [i oświecić] oczy naszego zrozumienia” (Ef 1:18), żebyśmy mogli rozumieć niebo, a następnie ustanawiać niebo na ziemi i sprowadzać każdy Boży plan z nieba na ziemię.
Aby to zrobić, musimy nie tylko zobaczyć ten Boży plan, ale musimy też zrozumieć, co jest wymagane, aby ten plan na ziemi ustanowić. Namaszczenie apostolskie pozwala właśnie ustanawiać na ziemi rzeczy widziane w niebie. Dlatego wchodząc w Bożą chwałę potrzebujemy tego rodzaju namaszczenia.

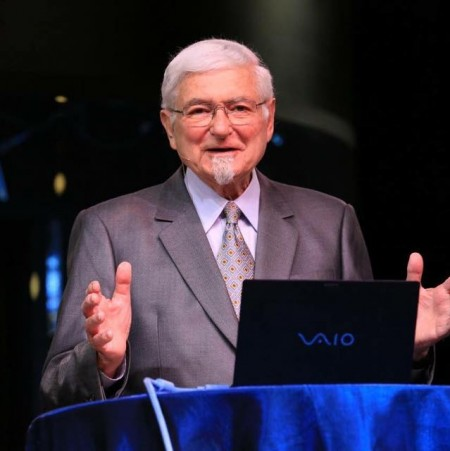
C. Peter Wagner, organizator współczesnego ruchu na rzecz odnowienia pięciu darów służby

W drugiej połowie lat 90. ukształtowała się współczesna idea nowych apostołów. Kluczową rolę w tym odegrał C. Peter Wagner, misjolog, profesor rozwoju Kościoła w Seminarium Teologicznym Fullera. Nie kierował się od początku żadnymi objawieniami, ale swoimi badaniami dowodzącymi, że najszybciej w świecie rozwija się nurt neocharyzmatyczny. Stworzył pojęcie Nowa Reformacja Apostolska (ang. The New Apostolic Reformation), które stało się jednym z synonimów neocharyzmatycznego ruchu odnowienia pięciorakiej służby. Pierwszą Reformacją Apostolską nazywał on misję Dwunastu Apostołów od dnia Pięćdziesiątnicy. Pojęcie NAR jest komplementarne z Nową Pięćdziesiątnicą, która akcentuje odnawiające dzieło samego Ducha Świętego, zaś NAR to współpraca ze strony Kościoła, dostosowującego swe struktury do pełnego funkcjonowania pięciu darów służby w misji ewangelizacji świata i chrystianizacji wszystkich narodów. C. Peter Wagner w 1996 roku zaczął propagować na szeroką skalę pięć darów służby, jako fundament posługi przyszłego zjednoczonego Kościoła, wyróżniających się liderów charyzmatycznych nazwał apostołami, opracował podwaliny teoretyczne i zainicjował pierwsze stowarzyszenia pomocnicze pięciu darów służby. Twierdził, że rok 2001 jest początkiem drugiej ery apostolskiej .
Idea dogłębnej transformacji Kościoła powszechnego, poprzez odnowienie pięciu darów służby pełnionych przez ludzi duchowych, na czele z apostołami czasów ostatecznych, w celu przygotowania go na przyjęcie Nowej Pięćdziesiątnicy wyposażającej Kościół do panowania nad całą ziemią, poprzedzającego powrót Chrystusa po swoją Oblubienicę, na przełomie XX/XXI wieku zaczęła przybierać formy organizacyjne. Czołowi działacze ruchu apostolskiego założyli w USA kilka organizacji ich zrzeszających, wspierających i trenujących oraz propagujących i nadzorujących rozwój pięciorakiej służby: Christian International Apostolic Network, Apostolic Council of Prophetic Elders, International Coalition of Apostles, Apostolic and Prophetic Councils, Morning Star Ministries, Governors of Christian International, Advancing Church Ministries, International Ministries of Prophetic and Apostolic Churches Together, Apostolic Institute of Ministry, Covenant Ministries International, Apostolic Network of Global Awakening oraz inne, powiązane z nimi, działające w różnych krajach.

## Kontrowersje

### Reformacja protestancka czy apostolska?
Kwestia pięciu darów służby wywołuje zasadniczą kontrowersję wśród protestantów. Jej istotą jest stosunek do protestanckiej doktryny cesacjonizmu, ściśle powiązanej z dogmatem sola scriptura. Protestanci trzymający się reformacyjnych doktryn zwracają uwagę, iż sola scriptura wyklucza możliwość istnienia jakichś nowych apostołów i proroków, gdyż nie ma miejsca na jakiekolwiek nowe objawienie. Nie ma też miejsca na żadne późniejsze znaki i cuda, bowiem ich celem, zgodnie z doktryną cesacjonizmu, było potwierdzenie nauki głoszonej przez Dwunastu Apostołów. Nie może być też, ich zdaniem, żadnych nowych apostołów, gdyż to miano przysługuje tylko świadkom życia Jezusa Chrystusa (problem św. Pawła Apostoła rozstrzygają przez próbę udowodnienia, iż był on nim jeszcze jako faryzeusz, lub że stanowi on szczególny wyjątek)
Liczne różnice i sprzeczności między nauczaniem ruchu apostolskiego na temat pięciorakiej służby, a reformacyjnym protestantyzmem, szeroko omówił przewodniczący Aliansu Ewangelicznego w RP, zwierzchnik Kościoła Chrześcijan Baptystów w RP, Mateusz Wichary, w książce Nowa Reformacja Czy Nowa Deformacja? Nauczanie Ruchu Trzeciej Fali w świetle zasad protestanckiej reformacji. Szereg artykułów różnych autorów na temat ruchu apostolskiego i pięciu darów służby, krytycznych z protestanckiego punktu widzenia, zawierają witryny „Ulica Prosta” czy „Chleb z nieba”. Wśród doktryn i metod nauczania ruchu apostolskiego wymienia się tam odrzucenie doktryny pochwycenia, wiarę w tryumf Kościoła i ogólnoświatowe przebudzenie, alegoryczną interpretację Pisma Świętego i uznawanie Kościoła za Nowy Izrael.
Krytycy protestanccy zwracają zarazem uwagę na zbliżenie idei Nowej Reformacji Apostolskiej do katolicyzmu, np. Tricia Tillin pisze, że obecna w niej idea posiadania Duchowego Przywódcy znów staje się modna i jako zdecydowanie katolicka jest jednocześnie bardzo pomocna w prowadzeniu Kościoła ku jedności z Rzymem. Mateusz Wichary zaś zwraca uwagę, iż właśnie apostolstwo jest obecnie wykorzystywane jako furtka do wprowadzania nowego objawienia do kościoła. Jest to działanie zarówno Kościoła rzymskokatolickiego, którego Urząd Nauczycielski opiera się o rozumienia apostolstwa jako ciągłego charyzmatu, który może wprowadzać nowe prawdy (choć nie może zmieniać już objawionych), jak i Ruchu Nowoapostolskiego, który twierdzi, iż posiada nowe przesłanie i strategie, którym kościół ma się podporządkować, by być wiernym Duchowi Bożemu.

### Pastor czy pasterz?
Ponieważ odłaciński, angielski wyraz pastor, oznaczający pasterza, stał się w protestantyzmie, w ciągu XIX i XX wieku, podstawową nazwą przełożonego zboru, kontrowersyjną w eklezjologii ruchu apostolskiego stała się kwestia kim w rzeczywistości powinien być pastor? Wśród samych głównych rzeczników idei pięciorakiej służby istnieją różne poglądy na ten temat.
C. Peter Wagner, wywodzący się z konserwatywnej tradycji ewangelikalnej, twierdził, że przyczyną słabego rozwoju liczebnego zborów jest to, iż na ich czele stoi rada starszych, a pastor ma słabą pozycję. Jako niezbędny warunek wzrostu i zarazem konstytutywny element Kościoła epoki nowej reformacji apostolskiej uważał silne, jednoosobowe przywództwo pastora nad lokalną wspólnotą, którą prowadzi zgodnie ze swoją osobistą wizją.
Harold R. Eberle, były katolik, przeciwnie twierdził, że zasadniczą przyczyną braku wzrostu liczebnego zborów, pozostających od dziesięcioleci na poziomie kilkudziesięciu członków, jest to, że na ich czele stoją pastorzy. Według niego bowiem urząd pastora w tradycyjnym protestanckim rozumieniu jest niebiblijny:

Nigdzie w Biblii nie znajdziemy pastora stojącego na czele zboru. [...] Skąd więc większość z nas wysuwa wnioski odnośnie tego kim jest pastor? Z Biblii? Kwestionuję ten pogląd, ponieważ w Nowym Testamencie nie ma ani jednej osoby, którą nazywano by pastorem.

Ponieważ prawdziwy pasterz, to posługujący wiernym osobistym prowadzeniem i wsparciem, nie jest możliwe, aby mógł zgromadzić większą ich liczbę. Tym bardziej, gdy jest tylko mianowanym urzędnikiem. Pisał on: kiedy podróżuję, spotykam pastorów którzy nigdy nie otrzymali daru służby pasterskiej. Niektórzy patrzą na piastowaną przez siebie funkcję jak na zawód, lecz są najemnikami; Musimy przestać nazywać człowieka stojącego na czele kościoła pastorem. Na czele wspólnoty powinien stać jego zdaniem apostoł, wspierany przez proroka i nauczyciela, zaś prawdziwi pasterze (ang. shepherds) w niej to liderzy małych grup.
Ruch Zakładania Wspólnot (ang. The Alliance for Saturation Church Planting), zakładający tysiące zalążkowych kościołów charyzmatycznych w świecie, prowadzony przez dwóch byłych jezuitów, w swoich materiałach postuluje odrzucenie tradycyjnego modelu kościoła, także zielonoświątkowego, w którym pastor jest zawodowym duchownym, przeciwstawionym wiernym świeckim i robi wszystko za nich i dla nich. W nowym modelu posługujący darami służb mają wyposażać wiernych, by wszyscy byli duchownymi, spełniającymi Wielki Nakaz Misyjny.
Na początku XXI wieku w nurcie neocharyzmatycznym zwyciężył model Wagnera, zaś apostołowie, prorocy i nauczyciele pełnią w nim obecnie rolę wędrownych pomocników, przyjeżdżających do lokalnych kościołów na dzień, bądź parę dni, podobnie do opisu w Didache. Pierwsze próby sztucznego budowania wspólnot według modelu Eberlego nie powiodły się, co on sam przyznał, zastrzegając jednak, że sukces ilościowy nielicznych megakościołów wynika z tego, że na ich czele stoją osoby faktycznie posiadające namaszczenie apostolskie, prorocze, lub nauczycielskie, tylko siłą tradycji nazywane pastorami.

### Administratorzy czy dary służby?
Istotną kwestią jest relacja osób pełniących pięcioraką służbę do tradycyjnej hierarchii kościelnej wszelkich wyznań, do której należą: biskupi, prezbiterzy naczelni i okręgowi, proboszczowie, prezbiterzy, rady starszych, pastorzy tradycyjne rozumiani itp., określani ogólnie w publikacjach o pięciorakiej służbie jako administratorzy. Gordon Lindsay w książce Apostles, Prophests and Administrators, jako pierwszy zwrócił uwagę, iż św. Paweł Apostoł w 1 Kor 12, 28 wymienia dary zarządzania (gr. χααρίσματα κυβερνήσεις; łac. gratias gubernationes; ang. gifts of administrations) pośród innych charyzmatów. Co dla Linsdaya istotne, figurują one w tym zestawieniu na przedostatnim miejscu, „wyprzedzając” tylko przemawianie rozmaitymi językami. Wyprowadził z tego dwa wnioski: pierwszy, że to namaszczeni apostołowie, prorocy i nauczyciele są postawieni ponad biskupami i prezbiterami, a nie odwrotnie; drugi, że zarządzający kościołami również powinni posiadać odnośny charyzmat, a nie być wybierani na podstawie naturalnych zdolności.
Harold R. Eberle, rozwijając jego myśl, przedstawił, występujący od wieków w Kościele, naturalny proces przechodzenia władzy w stabilizujących się wspólnotach z rąk charyzmatyków do administratorów (nie odmawiając tym ostatnim posiadania daru):

Duch Święty przepływa przez administratorów w taki sposób, aby wszystko było zorganizowane i uporządkowane. Pragnieniem serca administratora jest pomagać, aby wszystko działało sprawnie i skutecznie. Ponieważ u steru stoją administratorzy, służba zaczyna koncentrować się wokół praw praktycznych, skutecznych i wykonalnych z finansowego punktu widzenia. Kierunek wytyczony zostaje nie tyle poprzez natchnienie, ile przez rozsądek. Praktyczne myślenie zastępuje prawdziwą wiarę. Boże poruszenie przekształca się z przepływu Ducha Świętego w mechaniczną organizację.

Zwierzchnicy kościelni o mentalności administratorów, w sposób nieuchronny tłumią osoby posiadające większe namaszczenia, uniemożliwiając rozwój Kościoła. Jedynie jego transformacja w kierunku prowadzenia przez namaszczonych apostołów, proroków, nauczycieli, pasterzy i ewangelistów może uczynić go zdolnym spełnić misję chrystianizacji całego świata. Określenie prezbiterzy (dosłownie starsi), odnosi się według Eberlego do kierownictwa lokalnych kościołów, złożonego z osób posługujących pięcioma darami służby we właściwej hierarchii. David Servant natomiast dowodzi, iż nowotestamentowe określenia biskup (dosłownie: nadzorca) i prezbiter, to synonimy pasterza, na podstawie m.in. wersetu Dz 20, 17. 28. John N. Chacha najpierw również tak twierdzi, ale potem posługiwanie starszych omawia osobno, poniżej pięciorakiej służby, jako kilku liderów ustanowionych we wspólnocie. W każdym razie, dary administratora, czyli kierowania z 1 Kor 12, 28 oraz pasterza z Ef 4, 11, bez względu na to, czy są tożsame, czy różne, podlegają darom służby apostoła, proroka i nauczyciela, a nie odwrotnie.